# 緹莎娜特·索恩素克
緹莎娜特·索恩素克（羅馬化：Tisanart Sornsuek，1993年05月05日—），小名Now，出生於泰國曼谷，為泰國一位知名女演員及模特。2011年在電影《愛很大》演出四個死黨其中一員，超高收視率也讓Now的人氣隨之竄升。

## 個人簡歷
Now於1993年5月5日出生於泰國曼谷。早在童年時期，Now就在泰國舞蹈上展現她的天賦，於是她帶著這項興趣，就讀泰國文化部藝術學發展學院的戲劇藝術，並於2020年正式畢業，取得學士學位。
Now是受某個明星經紀人的引薦下而進入演藝圈，起初作品有雜誌拍攝以及MV出演等等。
2011年正式與泰國第7電視台簽約，同年首部出演的電視劇《愛之林》播出，在劇中飾演Dawan一角。
2023年4月，Now決定暫時停止演藝活動，前往澳洲留學。同年底與7台的合約到期後，不再續約，成為自由藝人。

## 個人生活

### 感情
男友為泰國著名演員翁莎功·波拉瑪塔功（New）。

## 影視作品

### 電視劇
| 首播年份 | 戲名                                     | 戲名   | 播放平台 | 角色                   | 備註          |
| 首播年份 | 譯名                                     | 原文名 | 播放平台 | 角色                   | 備註          |
| 2011年   | 《愛之林》                               |        | Ch7HD    | Dawan                  | 配角          |
| 2013年   | 《天命之虎2: 驕傲之虎》                  |        | Ch7HD    | Rajawadee              | 主演          |
| 2013年   | 《愛的懲罰》                             |        | Ch7HD    | Neua-Thong             | 主演          |
| 2014年   | 《血仇》                                 |        | Ch7HD    | Marayat （Noi）        | 主演          |
| 2014年   | 《玩火玫瑰2014》                         |        | Ch7HD    | Parita （Aom）         | 主演          |
| 2016年   | 《熱血暹士2016》                         |        | Ch7HD    | Jangapor （Jan）       | 主演          |
| 2016年   | 《鰷魚的詛咒》                           |        | Ch7HD    | Dok Soi                | 主演          |
| 2017年   | 《滿天繁星2017》                         |        | Ch7HD    | La Ong Dao （Tan）     | 主演          |
| 2018年   | 《錯誤：語言代碼「สายโลหิต」不存在》      |        | Ch7HD    | Daorueng （Dao）       | 主演          |
| 2019年   | 《邪魅天使2019》                         |        | Ch7HD    | Kaewalai （Kae）       | 主演          |
| 2019年   | 《男子漢之心》                           |        | Ch7HD    | Pinpak （Pin）         | 主演          |
| 2019年   | 《俠盜之反叛之心》                       |        | Ch7HD    | Saengjunta公主 （Joi） | 主演          |
| 2019年   | 《地獄之音》                             |        | Ch7HD    | Saengjunta公主 （Joi） | 客串 (第16集) |
| 2021年   | 《旋轉的愛2021》                         |        | Ch7HD    | Buphachart （Bow）     | 主演          |
| 2021年   | 《靈蛇愛2021》                           |        | Ch7HD    | Mekhala （Mek）        | 主演          |
| 2023年   | 《娜迦項鍊》                             |        | Ch7HD    | Thawadee               | 主演          |
| 2025年   | 《星期五俱樂部17：愛情理論之相識非偶然》 |        | One 31   | Uea                    | 主演          |

### 電影
| 年份   | 上映日期               | 片名       | 角色    | 備註 |
| 2011年 | 2011年3月3日（泰國）   | 《愛很大》 | Hatai   | 主演 |
| 2017年 | 2017年12月21日（泰國） | 《Memoir》 | Daranee | 主演 |

## 獎項與提名
| 年份   | 頒獎典禮                                          | 獎項             | 入圍作品     | 結果 | 來源  |
| 2013年 | Royal Award On the Occasion of National Youth Day | Cultural Arts    | 不適用       | 獲獎 | [ 4 ] |
| 2015年 | Maya Awards 2015                                  | 後起之秀         | 《熱血暹士》 | 獲獎 |       |
| 2019年 | Dara Variety Awards 2019                          | 最佳女演員       | 《血脈》     | 獲獎 |       |
| 2019年 | Press Awards 2019                                 | 最佳女演員       | 《血脈》     | 獲獎 | [ 5 ] |
| 2019年 | ทูตคิดใสไอดอล ปี 2562                                | 文化藝術         | 不適用       | 獲獎 | [ 6 ] |
| 2020年 | 第24屆亞洲電視大獎                                | 最佳女主角       | 《邪魅天使》 | 獲獎 | [ 7 ] |
| 2022年 | 18th Kom Chad Luek Awards                         | 戲劇類最佳女主角 | 《靈蛇愛》   | 提名 |       |
| 2022年 | 第13屆泰國皇家戲劇獎                              | 最佳女主角       | 《靈蛇愛》   | 提名 |       |

## 外部連結
- 緹莎娜特·索恩素克的Facebook專頁（泰文）
- 緹莎娜特·索恩素克的Instagram帳戶（泰文）
- YouTube上的緹莎娜特·索恩素克官方頻道（泰文）